# Omobranchus rotundiceps
Omobranchus rotundiceps är en fiskart som först beskrevs av Macleay, 1881.  Omobranchus rotundiceps ingår i släktet Omobranchus och familjen Blenniidae. IUCN kategoriserar arten globalt som livskraftig. Inga underarter finns listade i Catalogue of Life.